# Tierpark Hagenbeck
Tierpark Hagenbeck is een dierentuin in de Duitse stad Hamburg.
De dierentuin heeft (2016) een oppervlakte van 19 hectare en ligt aan de Lokstedter Grenzstraße 2 in Hamburg-Stellingen.
De tuin omvat o.a. een tropisch aquarium ( geopend in 2007) en trekt ca. 1 miljoen betalende bezoekers per jaar. 
Er leven ongeveer 500 verschillende diersoorten (ca. 16.200 exemplaren). 
In de nabijheid is een station van de Hamburgse U-Bahn.

## Geschiedenis
In 1848 begon de vishandelaar Gottfried Hagenbeck in Hamburg met het vertonen van 6 zeehonden. In 1863 dreef hij een dierenwinkel. 
Zijn zoon Carl Hagenbeck nam de zaak in 1866 over en breidde haar uit tot de grootste dierenhandel ter wereld. Hij kocht ook in het wild gevangen dieren ten behoeve van dierentuinen, circussen e.d. Aan de Pferdemarkt in Hamburg kon men de dieren ook bezichtigen in Hagenbecks Thierpark. 
Vanaf ca. 1880 organiseerde Hagenbeck, naar de mode van die tijd , ook Völkerschauen, waarin exotische mensen werden vertoond. Daartoe behoorden Eskimo's, Indianen, Masai  en Lappen.
Deze shows waren commercieel een succes, maar de tentoongestelde mensen werden in sommige opzichten niet goed behandeld; zo stierf een hele Inuit-familie aan de pokken, omdat men nagelaten had, hen hiertegen te vaccineren.
In 1887 opende Hagenbeck een reizend circus, dat zijn naam droeg. Dit circus werd wereldberoemd, o.a. vanwege zijn gedresseerde leeuwen en olifanten. Tijdens een  verblijf met optredens in Deventer in oktober  1919 kwam een olifant uit dit circus om het leven, doordat het dier door een bruggetje over de singel zakte, gewond raakte en enige dagen later overleed.
Op 7 mei 1907 werd Hagenbecks Tierpark geopend op de huidige locatie in de plaats Stellingen, die toen nog geen deel uitmaakte van de stad Hamburg. Hierbij werd  als primeur een inrichting van de dierentuin met zo min mogelijk tralies, en een coulisse die zo veel mogelijk leek op de natuurlijke habitat van iedere groep dieren, toegepast; op dit toen nieuwe concept had Hagenbeck in 1896 octrooi verkregen.
Het concept werd in Nederland goed bestudeerd en nagevolgd in o.a. het Noorder Dierenpark te Emmen en Koninklijke Burgers' Zoo te Arnhem.
In 1913 werd de dierentuin door de twee zonen van Carl Hagenbeck, Lorenz en Heinrich, voortgezet. Hij werd een van de bekendste en geliefdste doelen voor uitstapjes in heel Duitsland. Ook keizer Wilhelm II bezocht de dierentuin meermalen.
In 1943 werd de dierentuin door een geallieerd luchtbombardement verwoest. Bij het herstel na de oorlog werden de Indiase olifanten van de dierentuin, ook elders in Hamburg, ingezet bij het puinruimen. 
Van 1971 tot 1996 had Hagenbeck ook een dolfinarium. Wegens klachten van dierenbeschermingsorganisaties en wegens onvoldoende bezoekers werd dit gesloopt om later plaats te maken voor het aquariumcomplex.

## Bijzondere attracties
- De arctische afdeling ( Eismeer, = IJszee) ; met o.a. ijsberen, pinguïns en walrussen. De in Hagenbeck tentoongestelde walrussen zijn deels ter plaatse gefokt. Deze dieren hebben jarenlang als mascotte voor de regionale omroep NDR gediend. Er is, zoals ook overal elders in de dierentuin, naar verhouding veel aandacht voor de bevordering van natuurlijk gedrag door deze dieren.
- Het Afrika-Panorama
- De olifantenruimte ( 8000 m²)
- het tropen-aquarium, met ook terraria voor reptielen, spinnen e.d.; dit kan met een apart kaartje, los van de rest van de dierentuin, bezocht worden.

Het dierenpark beschikt sinds 2009 over een eigen hotel.

## Fokprogramma's
Het park neemt deel aan meerdere internationale fokprogramma's en coördineert en beheert de EEP-stamboeken voor de Noord-Chinese panter en de Perzische onager.